# Wełykyj Łystwen
Wełykyj Łystwen (ukr. Великий Листвен) – wieś na Ukrainie, w obwodzie czernihowskim, w rejonie czernihowskim, w hromadzie Tupycziw. W 2025 liczyła 477 mieszkańców.